# جما الفنا

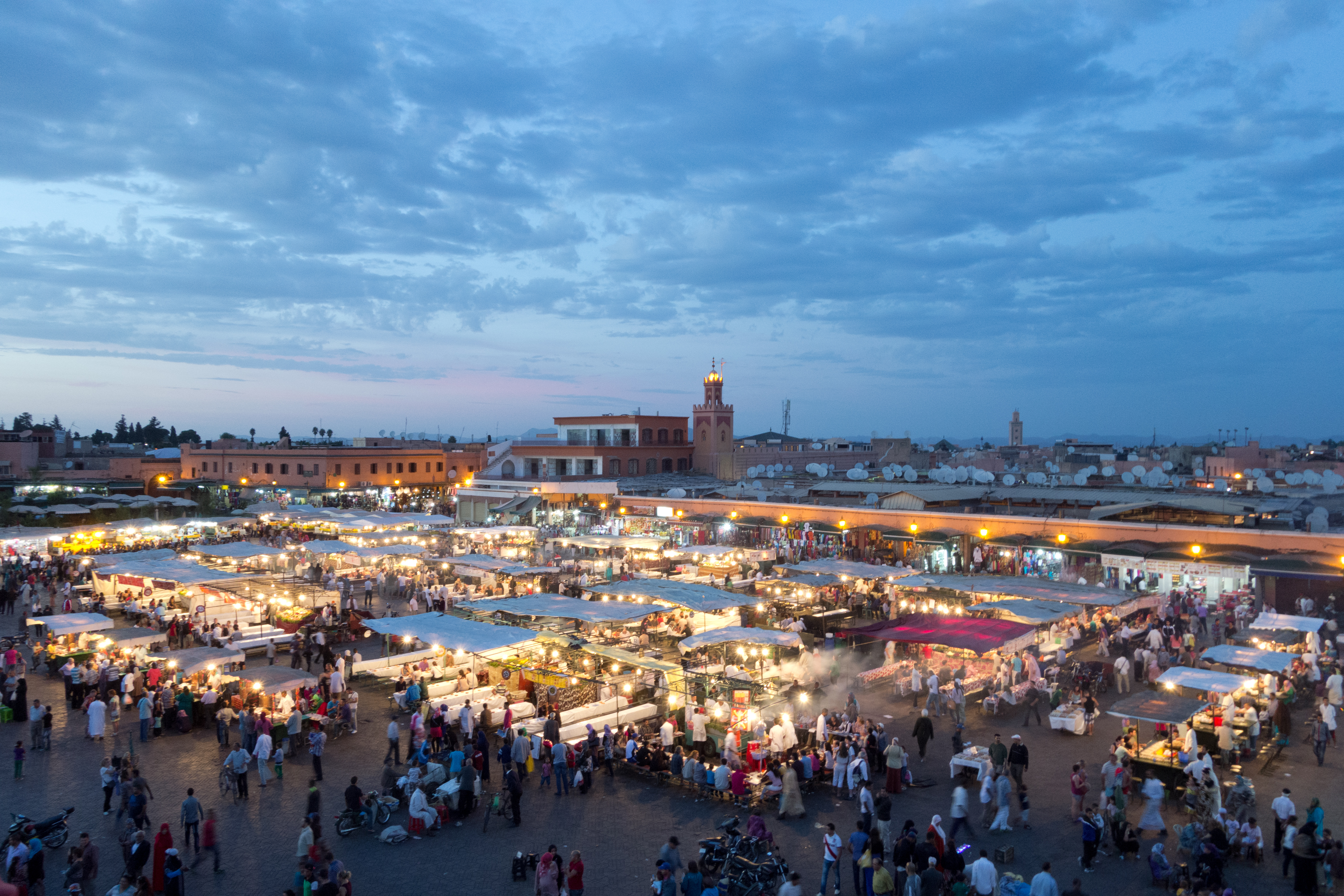
جما الفنا

جما الفنا (عربی: ساحة جامع الفناء) یک میدان و بازارگاه در منطقه‌ی شهری مدینه در شهر مراکش است، که هم‌چنان میدان اصلی کشور مراکش است و افراد محلی و گردش‌گران از آن استفاده می‌کنند.